# 영양 주곡리 옥천종택
영양 주곡리 옥천종택(英陽 注谷里 玉川宗宅)은 대한민국 경상북도 영양군 일월면 주곡리에 있는 조선시대의 종택이다. 1983년 6월 20일 경상북도의 민속문화재 제42호로 지정되었다.

## 개요
한양 조씨 옥천 조덕린(1658∼1737) 선생의 옛 집으로 살림채인 정침과 글 읽는 별당인 초당, 가묘인 사당으로 구성된 17세기 말 양반 주택의 대표적인 예이다.
살람채는 안동지방을 중심으로 분포되어 있는 ㅁ자집의 평면구성을 하고 있다. 앞면 5칸의 가운데에 대문을 달고 왼쪽에 안사랑방을 두고 있다. 오른쪽에는 마구간을 고친 온돌방이 있고 부엌·고방이 있다.
살림채의 몸채는 양 옆에 꺾여서 위치하는 부분보다 더 높은 곳에 자리하고 있으며, 전면에는 안마당을 향하여 개방된 6칸 대청이 있다. 대청의 오른쪽부터 도장방·안방이 접해 있고, 안방을 마루쪽으로 1칸 더 내어 2칸으로 꾸몄다. 경상북도에 분포되어 있는 ㅁ자집 중에 대청과 안방의 윗머리에 도장방이 놓여있는 경우는 가끔 있지만 이곳처럼 도장방의 바닥이 온돌이 아닌 마루로 깔려있는 예는 흔하지 않다.
초당은 조선 숙종 21년(1695)에 지은 것으로 아이들에게 글을 가르치거나 노인이 머무는 곳이다. 이 지역의 전형적인 평면구성을 보이며 있으며, 정조 14년(1790)에 지은 건물로 가운데 칸이 좀 넓다. 안채의 오른편 뒤쪽에 배치되어 있으며 담장을 두르고 있다.
안동지방의 전형적인 평면구성을 보이고 있으나 안방이 동쪽으로 오고 사랑방이 서쪽으로 배치된 점이 다르다. 이러한 형식은 18세기부터 안방과 부엌이 서쪽으로 배치되는 평면구성으로 통일된다.

### 세부 내역
| 번호   | 사진 | 명칭        | 소재지                        | 관리자 (단체) | 지정일               | 참조 |
| 42-1호 |      | 안채 (안채) | 경북 영양군 일월면 주곡리 189 | .             | 1983년 6월 20일 지정 |      |
| 42-2호 |      | 초당 (草堂) | 경북 영양군 일월면 주곡리 189 | .             | 1983년 6월 20일 지정 |      |
| 42-3호 |      | 사당 (사당) | 경북 영양군 일월면 주곡리 189 | .             | 1983년 6월 20일 지정 |      |

## 참고 자료
- 영양 주곡리 옥천종택 - 국가유산청 국가유산포털